# Prionaster analogus
Prionaster analogus är en sjöstjärneart som beskrevs av Fisher 1913. Prionaster analogus ingår i släktet Prionaster och familjen Goniopectinidae. Inga underarter finns listade i Catalogue of Life.